# Ayşe Arça
Ayşe Saadet Arça (ur. 1 stycznia 1990) – turecka judoczka.
Uczestniczka mistrzostw świata w 2013. Startowała w Pucharze Świata w latach 2009–2013, 2015 i 2016. Brązowa medalistka igrzysk śródziemnomorskich w 2013  roku.